# باول بيرش (مهندس)
باول بيرش (بالإنجليزية: Paul Birch)‏ هو مهندس وكاتب بريطاني، ولد في 25 مايو 1956 في ليفربول في المملكة المتحدة، وتوفي في 4 يوليو 2012 في Wootton, Isle of Wight ‏ في المملكة المتحدة.